# هامینکلن
شهر هامینکلن در ایالت نوردراین-وستفالن در کشور آلمان واقع شده‌است.

## نگارخانه

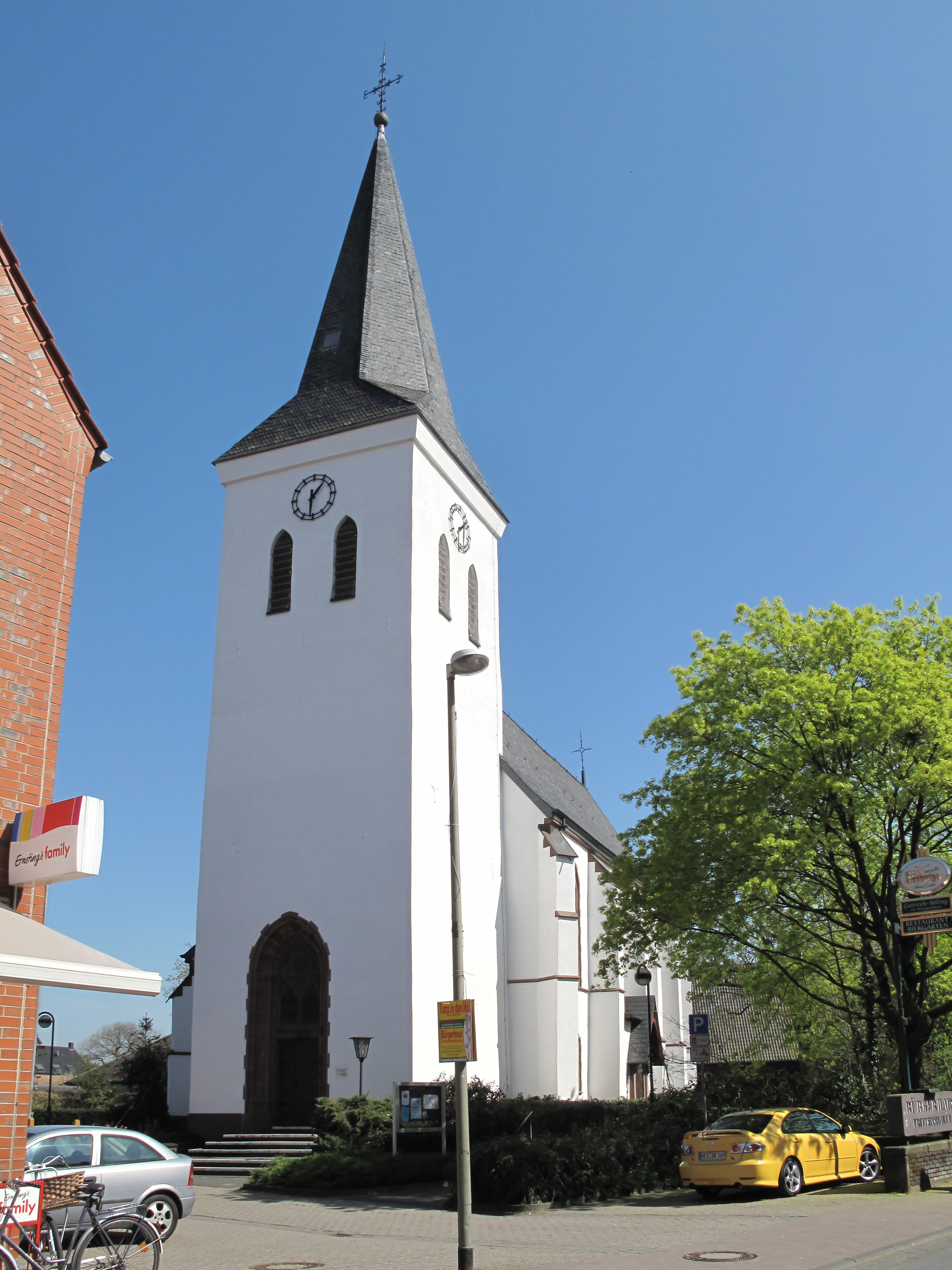
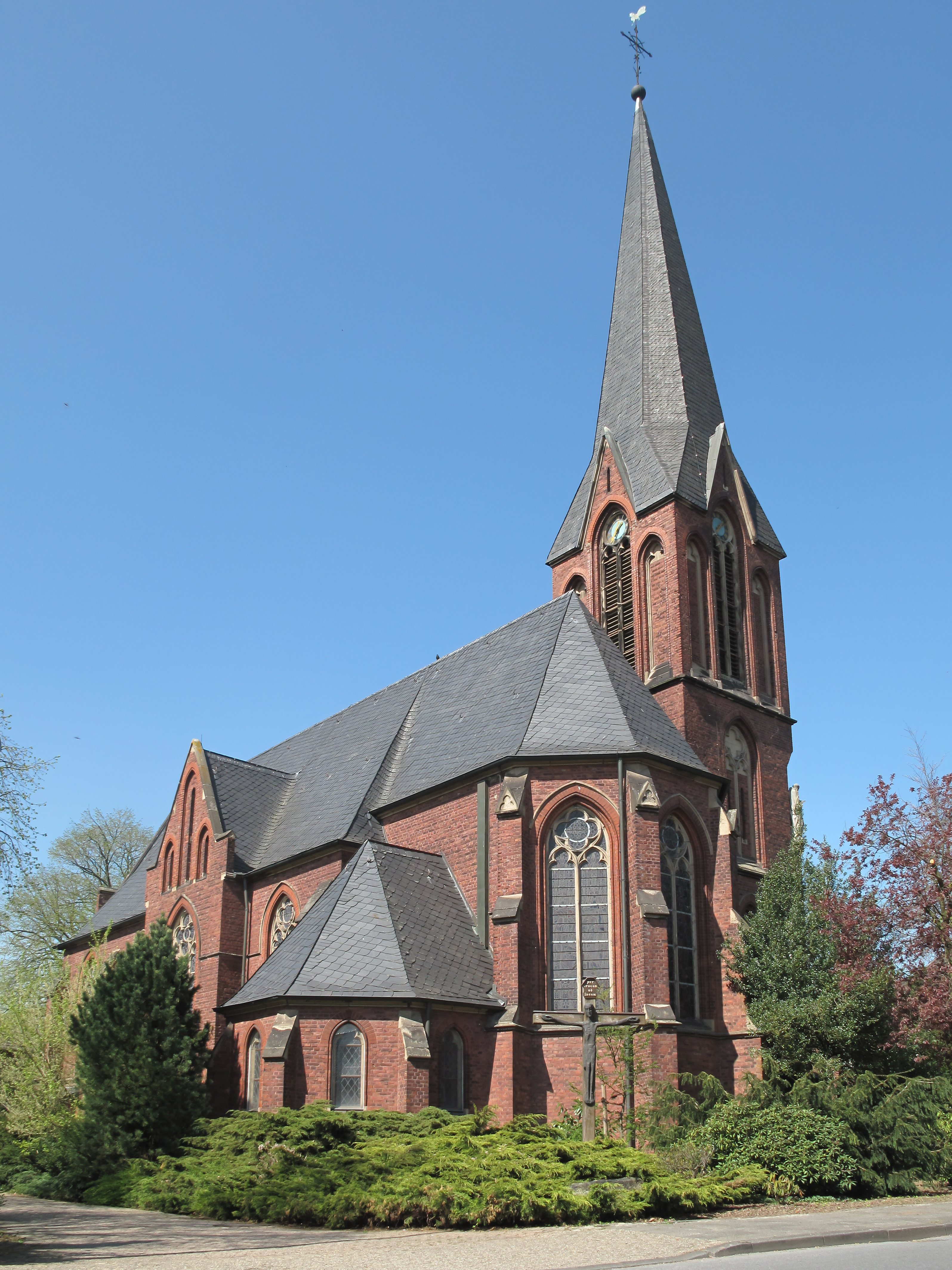